# Abayansi
Abayansi est une localité rurale au Centre de la Côte d'Ivoire dans la région du Gbêkê. La localité de d'Abayansi est administrativement rattachée au département de Béoumi. 